# Illiniwek
Els illiniwek ("els homes") eren una confederació de tribus algonquina, avui dia extinta. Agrupava les petites tribus kaskakia, cahokia, peoria, tamaroa, michigamea i maingwena. D'aquestes, però, només sobreviuen els peoria. El nom deriva de la transliteració dels exploradors francesos de iliniwe a Illinois

## Localització
Ocupaven originàriament el sud de Wisconsin, Nord d'Illinois i part de Missouri i Iowa. Actualment només sobreviu una banda de peoria a Pimpetenoi, al comtat de Miami (Oklahoma), mentre que un grup de kaskakia viuen vora Ottawa (Canadà).

## Demografia
En el segle xviii eren uns 8.000 individus, però foren reduïts a 1.800 el 1759, i d'ací a 150 el 1770. La seva llengua s'ha perdut i només sobreviuen la fracció dels peoria.

## Costums
Eren caçadors de petites partides, i caçaven mamífers forestals durant tot l'any, mentre que a l'hivern caçaven el bisó a les planures mentre les dones conreaven moresc, carabasses i melons, i pescaven salmó. La seva cultura era una barreja del Nord-est amb elements mississipians.
Caçaven els búfals mitjançant anells de foc a terre, arc i fletxes, i de la seva pell en feien roba i assecaven la carn.
Els seus llogarrets consistien en refugis coberts de matolls d'estopa i escorça on hi vivien diverses famílies. No se'n sap gaire de llur organització social, però havia de ser semblant a la dels miami, amb un capitost civil escollit pel consell del llogarret i un capitost militar escollit en funció de la seva activitat guerrera. Fabricaven canoes, eines i armes.

## Història
Cap al 1640 les principals tribus eren els cahokia a Cahokia, Illinois inclòs centre i sud d'Illinois; chepoussa al NE Arkansas i SE Missouri; coiracoentanon al riu Des Moines (SE Iowa), kaskaskia a l'alt riu Illinois vora Utica fins a S Wisconsin; michigamea al NE d'Arkansas entre els rius St. Francis i Mississipi; moingwena a la boca del Des Moines (Riviere de Moingwena) fins a SE Iowa i NE Missouri; peoria al NE d'Iowa, SO de Wisconsin, i NO d'Illinois; tamaroa a ambdós marges del Mississipi i a les boques dels Illinois i Missouri; i tapouaro a l'E d'Iowa i O d'Illinois vora les boques del riu Iowa. A la meitat del segle xvii molts d'aquests s'havien concentrat al llarg del riu Illinois, des de Starved Rock fins al Mississipi, a causa de l'expansió dels fox i dels sioux. Foren visitats per primer cop per Louis Jolliet i Jacques Marquette el 1673, més tard per Henri de Tonti el 1680 i per La Salle el 1682, qui els van posar sota l'òrbita francesa. Els peoria el 1688 es traslladaren al marge oest del Mississipi. Es van mantenir com a aliats dels francesos contra els anglesos en la guerra del 1759-1763, malgrat els atacs que patiren no sols dels iroquesos, sinó també dels altres algonquins. El 1755 foren confinats al Sud d'Illinois. El fet que el 1768 un illinois matés el cap ottawa Pontiac els va enemistar definitivament i suposà una guerra a mort contra les altres tribus algonquines que suposaria el seu gairebé extermini. Els supervivents marxaren el 1770 vers l'assentament francès de Kaskakia. El 3 d'agost del 1795 els peoria signaren un tractat amb els EUA pel qual gaudien de llibertat de cacera a les terres cedides als blancs. El 1832 s'unirien els peoria i kaskakia, i els illiniwek com a tals ja no seran reconeguts.